# Céline Dion chante Noël

## Tracklist
1. Glory Alleluia (A. DiFusco, A. Pascal) – 3:38
2. Le P'tit Renne au Nez Rouge (J. Marks) – 2:44
3. Petit Papa Noel(R. Vincy, H. Martinet, J. Boylan) – 3:46
4. Sainte Nuit (A. Adams, J. Dwight, J. Mohr) – 2:57
5. Les Enfants Oubliés – 3:00
6. Noël Blanc (I. Berlin, F. Blanche) – 2:49
7. Père Noël Arrive Ce Soir (H. Gillespie, F. Coates) – 2:00
8. J'ai Vu Maman Embrasser Le Père Noël – 2:40
9. Promenade en Traîneau (A. Anderson, M. Parish) – 2:56
10. Joyeux Noël (M. Torme, R. Wells)  – 2:36